# القوات الجوية للجيش الإمبراطوري الياباني
القوات الجوية للجيش الإمبراطوري الياباني (IJAAS) أو الخدمة الجوية للجيش الإمبراطوري الياباني ( IJAAF ؛ (باليابانية: 大日本帝國陸軍航空部隊، بالروماجي: Dainippon Teikoku Rikugun Kōkūbutai). سلاح الجو في جيش الإمبراطورية اليابانية الكبرى، كانت قوة الطيران التابعة للجيش الإمبراطوري الياباني (IJA). تمامًا كما تم تصميم الجيش الإمبراطوري الياباني بشكل عام على غرار الجيش الألماني، فقد تم تطوير IJAAF في البداية على طول خطوط مماثلة لطيران الجيش الإمبراطوري الألماني؛ كانت مهمتها الأساسية هي توفير الدعم الجوي التكتيكي القريب للقوات البرية، بالإضافة إلى قدرة محدودة على الحظر الجوي . كانت تقدم الـIJAAF الاستطلاع الجوي لفروع أخرى من الجيش الإمبراطوري الياباني. إستُخدمت الـ IJAAF في القصف الإستراتيجي لمدن مثل شنجهاي ونانكينج وكانتون وتشونجتشينج، لم تكن هذه المهمة الأساسية للـ IJAAF، وكانت تفتقر إلى قوة قاذفات ثقيلة .
كانت القوات الجوية للبحرية الإمبراطورية اليابانية مسؤولة عن الطائرات القاذفة والطائرات الهجومية بعيدة المدى، فضلاً عن الدفاع الجوي الاستراتيجي. لم يحاول السلاحان الجويان للجيش والبحرية الإندماج للدفاع الجوي لجزر الأرخبيل الياباني الأصلية إلا في المراحل المُتخرة من حرب المحيط الهادئ.